# Цифрова риторика
Цифрова риторика — мистецтво інформування, переконання і вселення дії в аудиторію через ЗМІ, і це просувається форма спілкування, складена, створена і розподілена через мультимедіа. Риторика об'єднує багаторазові методи, такі як переконання, ефективне лист і ефективну розмову, щоб представити інформацію винахідливими способами. Значення риторики змінювалося протягом довгого часу, розвиваючись із змінами в технологіях. ЗМІ онлайн все більше і більше використовуються як комунікації та інформаційних платформ, і так як більше тексту поміщено онлайн, є більше можливості для переконання через інноваційні та творчі засоби. Через це зміни в риториці відносини між письменниками і читачами змінилися в формі, комунікаційному стилі і ефективності. Цифрова риторика просувається і змінюється, коли люди приймають рішення висловити свої думки з більш широкому полю глядачів. І риторика і цифрова риторика містять різні значення і визначення в залежності від того, хто дивиться на нього; наприклад, мережевий журнал Harlot of the Arts проводить змагання в Твіттері для людей, щоб визначити значення риторики, та подання значення надзвичайно різні. Результати 2014 року можуть бути знайдені тут: Harlot of the Arts.

## Область застосування

### Визначення
Термін "цифрова риторика" був введений Річардом А. Ленхемом в його колекції есе 1993 року «Електронне Слово: демократія, технології і мистецтво». У 2009 році Елізабет Лош запропонувала визначення цифровий риторики з 4 частин в своїй книзі Virtualpolitik:
"1. Умовності нових цифрових жанрів, які використовуються для повсякденного дискурсу, а також для особливих випадків, в житті середньостатистичних людей.
2. Громадська риторика, часто у формі політичних повідомлень від державних установ, яка представлена або записана за допомогою цифрових технологій і поширюється за допомогою електронних розподільних мереж.
3. Виникла наукова дисципліна пов'язана з риторичною інтерпретацією машинно-генеруються ЗМІ як об'єкт дослідження.
4. Математичні теорії комунікації з області інформатики, багато з яких намагаються визначити кількість неточностей в даному мовному обміні або ймовірних шляхів, через які подорожують повідомлення.
Визначення LOSH демонструє, що цифрова риторика є неортодоксальним полем, яке спирається на різні методи для вивчення різних перестановок інформації: як код, текст, а також візуальними ефектами, як відео, і так далі.

### Сфера впливу
У міру того як сила технології зростає, то ж роблять використання і сфера цифрової риторики. Це включає, але не обмежує школи, що пропонують онлайн класи і здачі тестів, онлайн джерела новин, включаючи наукові журнали та інтернет - видання газет, і як люди будуть шукати інформацію в Інтернеті, а не вдаватися до більш традиційних засобів, таким як енциклопедії. Вчителі можуть використовувати подкасти, YouTube відео, соціальні мережі (такі як Facebook) щоб полегшити обговорення і підвищити інтерес учнів до теми. У наукових колах, інтернет-журнали дозволяють інформації бути більш доступною завдяки використанню цифрової риторики. Автори також мають більше можливостей, щоб писати в різних форматах замість традиційного лінійного. У соціальних медіа люди вступають в контакт з цифровою риторикою на щоденній основі, будь то оновлений Facebook-статус, 140 символьний твіт або навіть візуальний контент на вебсайтах, таких як Instagram.

### Освіта
В університетах курси по цифровій риториці вивчаються в аспірантурі і після університетському рівні як курси англійською мовою, комунікації та медіа дослідження відомств. Курси цифровий риторики "досліджувати динаміку цифрового читання і запису, досліджуючи риторичні, соціальні, культурні, політичні, освітні та етичні аспекти цифрових текстів; з'ясовувати проблематику технології і грамотності; і вивчити особистість (в тому числі статі, класу, раси і багато іншого), суб'єктивність, і подання до цифрових просторах. "Вивчаючи цифрову риторику таким чином, студенти мають можливість зрозуміти використання і мета написання в загальному і в більш глибокому розумінні. Вони бачать важливість аудиторії, як культура впливає на написання, як переконлива риторика може бути використана в порівнянні з доказовим, і використовуючи знайому платформу технології, студенти мають менше шансів в опорі вивчення про те, як стати кращими письменниками.
Такі вчені як Джефф грабували сприяли використанню цифрової риторики в класі. Грабувала охоплює століття технології і закликає своїх сучасників зробити те ж саме. Його кваліфікація в англійській мові, освіту і досвід роботи в цих областях роблять його сполучною ланкою між науковою областю цифровий риторики і її реалізацією. Інший вчений, доктор Черіл Болл, спеціалізується в областях, які складаються з мультимодальной структури і редагування практик, цифрових засобів масової інформації, науки і цифрового видавничої справи. Вона також фокусується на університеті пише педагогіку. Болл вчить людей писати і створювати мультимодальні тексти, аналізуючи риторичні варіанти і вибір найбільш придатних жанрів, технологій, засобів масової інформації, а також режими для тієї чи іншої ситуації. Під час свого власного освіти, Болл домоглася значних успіхів в області цифрової риторики, виконавши першу електронну та інтерактивну дисертацію. Вона також отримала термін перебування в іншому університеті, використовуючи перший повністю цифровий портфель.
Педагогіка цифровий риторики отримала подальший розвиток на вторинному рівні освіти за рахунок підтримки на університетському рівні. Це дозволяє студентам створювати і редагувати проекти одночасно через Інтернет. Співпраця розглядається як один з найбільших переваг цифрової риторики, оскільки це дає студентам і викладачам можливість співпрацювати і вносити критичні зауваження в будь-якому місці і в будь-який час. Завдяки цифрової письмовій формі, студенти мають більш широкий вибір творів, які можуть відповідати їх потребам. Студенти можуть мати людей, які переглянуть їх роботу в будь-якому місці, яке відображає доступність соціальних медіа, що студенти звикли використовувати в своєму повсякденному житті.

## Історія

### Від Риторики до Цифровий Риториці
Риторика визначається як мистецтво дискурсу, і є коренем цифровий риторики. З тим як змінювалися технології, змінювалася і ситуація в риториці. У той час як п'ять канонів риторики, розроблених для красномовства і вилучення до друку все ще застосовуються, вони переналаштувалися на основі нових текстових форм, таких як бази даних, гіпертекст, кібертекст і інших цифрових текстів. Винахід, розташування і стиль приймають нові значення, в той час як передача зводиться в нову важливість, і пам'ять приходить для позначення текстових форм, як пошукові системи, архіви, і теги. Ідеї розвиваються в міру розвитку технологій, так як один із способів вивчення цифрової риторики, відстеження шляхів технологічних припущень і обмежень "підтримка і активування трансформації старої риторики переконання в нову цифрову риторику, яка заохочує самовираження, участь і творчу співпрацю".

### Перехід від друку до цифри
Денніс Барон стверджує: «Перша технологія написання писала себе сама.» У той час як попередні письмові технології здійснювалися олівцями і ієрогліфами, еволюція комунікаційних технологій тепер дозволяє це онлайн і негайними словесними діалогами. Розвиток комунікативних технологій почалося з долото, книги і пера, грецького алфавіту і олівця, згодом перетворившись на більш сучасні технології, такі як комп'ютер. Витоки сучасної обчислювальної техніки повинні бути знайдені в військово-технічному контексті Другої світової війни. Так само, як олівець був спочатку задуманий як маркування посуду для будівельників і в даний час використовується для запису, комп'ютер був спочатку призначений для обчислення передових математичних задач, але в даний час використовується для обробки текстів і безлічі інших завдань. Технологія продовжує видозмінюватися для задоволення потреб людей; в разі цифровий риторики, технологія стала більш поширеною, щоб відповідати використанню людьми Інтернету і комп'ютерів, що створює технокультура.

## Поняття

### Візуальна риторика
Візуальна риторика відноситься до цифрової риториці, тому що вони можуть діяти разом, щоб передавати свої ідеї таким чином, який не пов'язаний з лінійним форматом. Мері Хокс, вчений візуальної риторики заявляє, що «сам екран являє собою планшетний комп'ютер, який поєднує в собі слова, інтерфейси, іконки і картинки, які викликають інші форми, як дотик і звук». Маніпулюючи інструментами, згаданими Хокс, письменник в цифровому світі має доступ впливу на ширшу аудиторію. Це, в свою чергу, створює спосіб для письменників спілкуватися і використовувати візуальні образи в риториці дозволяє письменникові передати ідею, яка може бути настільки абстрактна, що написане лінійно не буде завершено достатнім. Абстрактні ідеї в риторичних образах, як стверджує Чарльз Хілл, є не тільки абстрактними ідеями представленими в прийнятних зображеннях, але так само виступають образами "не обов'язково повинні зобразити об'єкт або навіть клас об'єктів, який існує або коли - небудь існував". Зображення дозволяють письменникові зобразити саме своє вираження яке тільки вважалося можливим, так як вони можуть змішати абстрактні і реальні думки. Хілл використовує знак світу, свастику і Федеральні прапори як приклади абстрактних ідей, представлених зображень. Як не дивно образ світу, знак, який здається, є загальновизнаним як дзвінок від «хіпі» руху 1970 - х роках, виник як анти-християнський символ. Оригінальний графічний був використаний, щоб показати, перевернутий хрест, що символізує розпач людини і розп'яття апостола Петра. Це показує, як візуальні образи можуть змінюватися з плином часу і бути адаптовані в таких потужних способах, що насправді змінює зміст повністю. Зображення є універсальними, і в поєднанні з мотивом автора можуть надати ключові компоненти для аргументу.

### Аватар
Джеймс Е. Портер визначає аватар як «віртуальне тіло». З розвитком технологій, з'являються нові способи подання себе в Інтернеті. Це онлайн презентація власної ідентичності називається Аватар. У той час як вчені, такі як Бет Колко сподівалися на світ онлайн без фізичних бар'єрів, що робить його "світом уявлень," є ще соціальні проблеми, такі як дискримінація за ознакою статі та раси. Бет Е. Колко вважає, що ідеалістичний світ онлайн був би «мірпредставленій», без остаточних факторів, таких як стать, раса або вік. Уїдливо стверджує, що не гендерно онлайн світ не набере достатньої уваги, тому що люди не можуть бути пов'язані один з одним без гендерної ідентичності. Вікторія Волумс виявила в дослідженні відеоігор World Of Warcraft, що статева ідентичність аватара зачіпає поведінку інших персонажів, показуючи зміщення навіть в тій області, де статева ідентичність аватара не може фізично точно відповідати його користувачеві.

### Циркуляція
Циркуляція теоретизує шляхи по яких тексти і дискурси переміщаються в часі і просторі. Будь-який вид засобів масової інформації може бути поширений. Нова форма спілкування складається, створена і поширюється через цифрові технології.

### Риторична швидкість
Риторична швидкість це концепція авторів пишуть в деякому сенсі, в якому вони в змозі передбачити, як може бути відтворена їх робота. З розвитком технологій, не існує ніяких обмежень на швидкість і відстань, на якому авторська робота здатна подорожувати. Тому, дуже важливо для них, щоб бути в змозі передбачити, як їхня аудиторія буде переробляти їх роботи. Джим Рідольфо і Даніелла дівок вперше ввели цю ідею в 2009 році, коли вони описали риторичну швидкість як «риторичне ставлення про відстані, подорож, швидкості і часу, що відносяться конкретно до теоретизували примірників стратегічного присвоєння третьою стороною».

### Мультимодальні
Мулітьмодальность означає наявність декількох режимів, умов або максимумів - в більш простих термінах, це форма комунікації, яка використовує кілька методів (або режимів) для інформування аудиторії про ідеї. Вона може включати поєднання письмового тексту, зображень, аудіо або відео. Онлайн журнали часто охоплюють мультимодальні в своїх питаннях і статтях публікації творів, які займають більше, ніж просто написаний текст, щоб піднести повідомлення.

### Винахід
Винахід, походить від латинського слова invenire, «знайти» проблеми знайти що - то сказати, і з'ясувати, як це сказати. Під час мозкової атаки, коли деякі загальні категорії мислення використовуються для ефективного мозкового штурму. Ці зазвичай використовуються категорії (місця = топоси в перекладі з грецького), називаються «теми винаходи.» Вони включають в себе, наприклад, причини і наслідки, порівняння різних відносин. Використання теми винаходу є лише відправною точкою для письменників, винахід являє собою гнучкий канон, що дозволяє авторам тягнути натхнення з будь-якої точки світу.

### Пристрій
Пристрій стосується того, як один замовляє мови або письмову формі. У старіших формах риторики, домовленості, згадані виключно для того, щоб спостерігатися у мові. Тим не менш, цей термін розширено щоб включити всі міркування упорядкування дискурсу, особливо в великих масштабах. Пристрій, як вважають, складається з шести етапів. Автори повинні починати з введення і перейти в констатацію фактів. Далі автор розділив би матеріал для того, щоб висловити все грізні сторони спору або інформації. Четвертий крок полягає в наданні доказів того, що є фактичним і безпристрасним. По-п'яте, автор повинен вказати причини, щоб спростувати або аргументувати основні моменти інших ідей теми і спростувати свої переконання. Нарешті письменник повинен заключітьфрагмент, перефразовуючи всю цю інформацію. Часто на закінчення автор перераховує тезу і основний аргумент для того, щоб точка була остаточною.

### Стиль
Стиль стосується вправного вираження ідей. Якщо винахід направлено на те, що повинно бути сказано; стиль адресований до того як це буде сказано. Імена стилів, як ідеї, втілені в мові і налаштовані в комунікативних контекстах "Стиль може бути організований в чотири категорії: моральність, рівні, якість і фігуральний вислів. Стиль обговорює шляхи, що щось передається через мову / текст, а також як представлена інформація.

### Пам'ять
«По - перше, пам'ять, здавалося, зроблена виключно для мнемоклавіші (посібники пам'яті), що буде сприяти багатообіцяючим оратором в збереженні своєї мови. Проте, очевидно, було пов'язано з більш, ніж просто навчитися запам'ятовувати вже складену мова для повторного подання. Практика зберігати інформацію або інший матеріал на прибулого за темами винаходу може бути передбачена в даному випадку для того, щоб перерозподілити інформацію, яка вже відома або дана. Канон пам'яті також передбачає, що вчені вва т психологічні аспекти підготовки до спілкування і ефективності спілкування, особливо в усній або імпровізованої обстановці. Зазвичай пам'ять має справу тільки з оратором, але пропонує розгляд того, як аудиторія буде зберігати речі в підсвідомості.»

### Доставка
Для загального вивчення, термін поставки означає спосіб, в якому форма інформації передається до конкретної аудиторії або групи людей. Ці ідеї поставки можуть означати почуту інформацію мовця на конференції або читання газет. Форми можуть варіюватися від подкастів до відео, картинки до тексту, або навіть пісні і новинних статей. Доставка це модем, в якому інформація дається для того, щоб цю тему, можна було краще зрозуміти. Термін «доставка» часто збігається з терміном «продуктивність». Риторика стверджує, що доставка не тільки п'ятий канон риторики, але це також переклад слова «hypokrisis» або, дії. Це грецьке слово було переведено в доставку з точки зору усній або декламувати інформації, а не новинних статей або есе. Виконання п'єс, речей, пародій і т. Д. Перетворюється в постачанні інформації в фрагменті, представленому або усному. Це те ж саме, як частина літератури або Риторика доставки інформації через вибір слів, макет і структуру.

### Співробітництво
Співпраця в галузі цифрової риторики не означає співавторство безпосередньо, хоча це може бути схоже на це, але спільна робота на виході являє що вчені можуть поділитися своєю роботою і отримувати відгуки. Замість того щоб використовувати виключно індивідуальні роботи, вчені використовують роботи один одного, щоб стимулювати ідеї один одного і будувати свої концепції на інших.

### Ремікс
Ремікс це робота, яка створюється шляхом присвоєння або зміни існуючої роботи. Ремікс це поняття, яке знаходиться в межах цифровий риторики, тому що це ще один інструмент для спілкування, який використовує цифровий риторика. Використання реміксів допомагає цифровий риториці охопити ширшу аудиторію і пов'язує одну наукову роботу з іншими роботами, існуючими в ширшому світі Інтернету. У свою чергу, цифрова риторика викликала експоненціальне зростання використання і сфери охоплення реміксів, даючи людям нові причини для створення і використання реміксів. Вони пов'язані з ростом технологій і нових засобів масової інформації.

### Присвоєння
В епоху цифрових технологій більшість вважається присвоєним. Вчені тягнуть інформацію з багатьох джерел і постійно переглядає умови для того, щоб застосовувати їх в цифровому світі. Присвоєння несе як позитивні, так і негативні конотації. У певному сенсі привласнення є інструментом, який може бути використаний для повторного застосування застарілих ідей, щоб зробити їх краще. Іншими словами привласнення розглядається як загроза для творчої і культурної самобутності. Соціальні медіа отримує основну частину цього пильної уваги через відсутність освіти своїх користувачів. Більшість "вкладників часто не знають про те, що вони вносять свій внесок. Який увічнює негативний відтінок. Багато вчених в області цифрової риторики вивчають цю тему і її вплив на суспільство, такі як Джесіка Реймана, Емі Хеа і Джондан Джонсон-Еілола.

### Electracy
Electracy це термін, розроблений Грегорі Уолмером, описує цифрову епоху, що виникає. Electracy часто обговорюється як в перехідний період, просуваючись разом з Digital риториці. Electracy пояснює повні комунікативні потенціали нових електронних ЗМІ.

### Кайрос
Кайрос зазвичай визначається як зловити потрібний момент. Вкрай важливо, що говорить знає, коли і куди помістити аргумент. Кайрос є концепцією, яка пов'язана з етосом, патосом і логосом. Ця риторична концепція була поставлена на задній план в риториці. Цифрові вчені, як Джим Рідольфо знаходяться на краю відродження концепції Кайрос і реалізації його в класах.

## Протиріччя

### Легітимність
Існує суперечка щодо інноваційного характеру цифрової риторики. Аргументи, які виступають проти легітимізації вебтекстов є базуються на основі того, що вони відкидають нову форму науки, вебтекста, і хвалять стару форму, друку, таким же чином, як усне повідомлення було спочатку переважно письмової комунікації. Спочатку деякі традиціоналісти не розглядали онлайн журнали у відкритому доступі з тієї ж легітимністю, як друковані журнали з цієї причини; Проте, цифрові арени стали основним місцем для поширення академічної інформації в багатьох областях науки. Сучасні вчені щосили намагаються «затвердити академічну легітимність» в нових формах засобів масової інформації, так як зростає тенденція педагогіки писати про предмет, а не активно працювати в ньому. протягом останнього десятиліття, більш наукові тексти були у відкритому доступі, що забезпечує інноваційний спосіб для студентів, щоб отримати доступ до текстових матеріалів в інтернеті безкоштовно.

### Доступ
Говорячи про цифрове розриві, питання економічного доступу і доступу на рівні користувачів є постійно виникаючими питаннями в області цифрової риторики. Доступ може ставитися до нерівності в доступі до інформації, доступ до читаючої публіки, а також доступ до засобів зв'язку. Для тих, хто вчить цифрової риториці в школах і університетах, доступ учнів до технологій в домашніх умовах і в школі є занепокоєнням. Існує деяка дискусія про те, які мобільні обчислювальні пристрої роблять доступ до технологій більш справедливим.

### Відкритий доступ
Відкритий доступ усунув бар'єри зборів, пов'язаних з доступом до роботи і обмеженням авторського права і ліцензування. Питання скасування оплати послуг є найбільш поширеним для цифрової риторики, оскільки вона дозволяє отримати більш широкий доступ до творів. Відкритий доступ і цифрова риторика не виключають авторських прав, але усувають обмеження, даючи авторам вибір, щоб зберегти своє право копіювати і поширювати свої матеріали. Цифрова риторика включає в себе роботи, які знаходяться в інтернеті і відкритий доступ дозволяє більшій кількості людей бути в змозі переглянути цих робіт.

### Питання авторського права
Протиріччя авторського права впливають на утилізувати текстів онлайн. Багато з цих аргументів проблема вартості для видавців і споживачів наукового тексту. Авторське право матеріалів є дорогим завданням, особливо коли ці матеріали можуть бути переведені на багато інших видів цифрових джерел, які вільно доступні громадськості. Через цю простоти трансформації, закони про авторське право підриваються, так вчені втрачають предикацию своїх інтернет - матеріалів за допомогою найпростіших маневрів, як копіювати і вставляти або переклад гіперпосилання. У фрагменті Джеймс П. Заппа в «Цифрова Риторика: До комплексної теорії», він відноситься до передачі матеріалу таким чином: «Медіа-база даних, наприклад, може виробляти майже нескінченну різноманітність кінцевих користувачів об'єктів, які можуть бути налаштовані для різних користувачів, управляти ними за допомогою гіперпосилань, періодично оновлюється і масштабується на вимогу ». Заява Заппа про «безмежності» жодним чином не суб'єктивне або заявлене. Багато цифрових штук обмежують, вкрадені, або використані не за призначенням по розірванню авторського права. Ці численні форми авторського права допомагають щоб уникнути надання протиріч цифровий риторики і ЗМІ в цілому.

## Суміжні теми
- Composition studies[en]
- Внешнее связывание[ru]
- Мемекс[ru]
- Digital humanities[en]
- Цифрова грамотність
- Цифровий носій
- Гіпермедіа
- Гіпертекст
- Internet studies[en]
- Multimodality[en]
- Нові медіа
- Риторика
- Технологічна конвергенція